# Larva migrans ocular
Larva migrans ocular es una enfermedad del ojo humano producida por la invasión de este órgano por larvas de varias especies de nematodos parásitos. Las principales especies que lo producen son Toxocara canis, parásito habituales de los perro y otros cánidos y Toxocara cati que parasita a los gatos y otros felinos.

## Ciclo de vida
Toxocara canis parasita el intestino delgado de los perros, los huevos son expulsados al exterior con las heces caninas y pueden ser ingeridos de forma accidental por los humanos. Una vez en el aparato digestivo del hombre, se transforman en larvas que emigran a los tejidos y pueden dar lugar a varias manifestaciones clínicas por invasión de pulmones, corazón, cerebro, músculo y ojos. La enfermedad se llama toxocariasis, las manifestaciones oculares se conocen como larva migrans ocular y las del resto de órganos se denominan larva migrans visceral.

## Larva migrans ocular
Las lesiones más típicas se producen en el polo posterior del ojo, por debajo de la retina y se llaman granulomas subretinianos. Frecuentemente se producen complicaciones, como uveitis, endoftalmitis, desprendimiento de retina y hemorragia vítrea. También se afecta el nervio óptico lo que causa como secuela atrofia óptica.
Los síntomas suelen afectar a un solo ojo y consisten en pérdida de visión, dolor ocular y la aparición de estrabismo o diplopía (visión doble).
El diagnóstico se basa en la observación de las lesiones sospechosas en el fondo de ojo, los análisis de sangre que pueden presentar elevación de eosinófilos y niveles elevados de anticuerpos para toxocara, aunque esta última determinación es más fiable en caso de larva migrans visceral que ocular.
El tratamiento consiste en la administración de fármacos como dietilcarbamazina, tiabendazol, mebendazol o albendazol que producen la muerte del parásito y en el tratamiento de las complicaciones oculares. Puede ser necesaria la fotocoagulación retiniana con láser para tratar el desprendimiento de retina o una intervención quirúrgica que se llama vitrectomía.